# Alberto Zaccheroni
Alberto Zaccheroni (Meldola, Italia, 1 de abril de 1953) es un entrenador italiano de fútbol.

## Carrera como entrenador
Zaccheroni comenzó su trayectoria como técnico en 1983, al frente del Cesenatico Chimicart.
En la temporada 1994-95, logró una cómoda permanencia con el Cosenza Calcio, equipo que partía con una penalización de 9 puntos.
En 1995 firmó con el Udinese, y fue allí donde ganó reconocimiento, siendo premiado como mejor entrenador de la Liga italiana. Su buena labor (llevó al equipo de Údine hasta el 3er puesto en la temporada 1997-98) haría que, durante los años siguientes, dirigiera a los equipos más importantes de su país.
Así, en 1998 llegó al banquillo del A. C. Milan, con el que consiguió ganar el "Scudetto" en su primera temporada, poniendo fin a dos años de sequía. Permanecería en el conjunto lombardo hasta marzo de 2001.
En la temporada 2001-02, entrenó a la Lazio, clasificándola para la Copa de la UEFA; y durante el curso 2003-04, llevó las riendas del Inter de Milán, con el que terminó 4º en el "Calcio", siendo sustituido por Roberto Mancini en el banquillo "nerazzurro".
Tras una fallida experiencia en el Torino, se hizo cargo de la Juventus de Turín en la segunda mitad de la temporada 2009-10, pero el 7º puesto final en el campeonato no le sirvió para seguir en el club.
En agosto de 2010, tras la disputa del Mundial de Sudáfrica, relevó a Takeshi Okada como nuevo seleccionador de Japón. Bajo su dirección, el conjunto nipón se proclamó campeón de la Copa de Asia 2011 y obtuvo la clasificación para el Mundial 2014. La eliminación del combinado asiático en la primera fase de dicho torneo provocó su renuncia al puesto.
El 29 de enero de 2016, firmó por el Beijing Guoan F.C. de la Superliga de China. Fue destituido el 19 de mayo de 2016, tras encajar 4 derrotas en 9 jornadas del campeonato chino.
El 16 de octubre de 2017, relevó a Edgardo Bauza al frente de la selección de los Emiratos Árabes Unidos. Dejó su puesto tras perder contra Catar en semifinales de la Copa de Asia.

## Clubes
| Equipo               | País                   | Año       | P   | PG | PE | PP | % v.   |
| -------------------- | ---------------------- | --------- | --- | -- | -- | -- | ------ |
| Cesenatico Chimicart | Italia                 | 1983-1985 |     |    |    |    |        |
| Valleverde Riccione  | Italia                 | 1985-1987 |     |    |    |    |        |
| Boca San Lazzaro     | Italia                 | 1987-1988 |     |    |    |    |        |
| Baracca Lugo         | Italia                 | 1988-1990 |     |    |    |    |        |
| Calcio Venezia       | Italia                 | 1990-1993 |     |    |    |    |        |
| Bologna F. C.        | Italia                 | 1993-1994 |     |    |    |    |        |
| Cosenza Calcio       | Italia                 | 1994-1995 |     |    |    |    |        |
| Udinese Calcio       | Italia                 | 1995-1998 | 112 | 49 | 25 | 38 | 51.19% |
| A. C. Milan          | Italia                 | 1998-2001 | 125 | 54 | 44 | 27 | 54.93% |
| S. S. Lazio          | Italia                 | 2001-2002 | 46  | 19 | 11 | 16 | 49.28% |
| Inter de Milán       | Italia                 | 2003-2004 | 44  | 18 | 14 | 12 | 51.52% |
| Torino F. C.         | Italia                 | 2006-2007 | 24  | 5  | 7  | 12 | 30.56% |
| Juventus F. C.       | Italia                 | 2010      | 21  | 8  | 5  | 8  | 46.03% |
| Selección japonesa   | Japón                  | 2010-2014 | 57  | 40 | 6  | 11 | 73.68% |
| Beijing Guoan        | China                  | 2016      | 10  | 3  | 3  | 4  | 40%    |
| Selección emiratí    | Emiratos Árabes Unidos | 2017-2019 | 23  | 7  | 7  | 8  | 40.58% |

## Palmarés

### Campeonatos nacionales
| Título  | Club     | País   | Año     |
| ------- | -------- | ------ | ------- |
| Serie A | AC Milan | Italia | 1998-99 |

### Copas internacionales
| Título                | Equipo             | País  | Año  |
| --------------------- | ------------------ | ----- | ---- |
| Copa Asiática         | Selección de Japón | Japón | 2011 |
| Copa del este de Asia | Selección de Japón | Japón | 2013 |

### Distinciones individuales
| Distinción                                         | Año       |
| -------------------------------------------------- | --------- |
| Panchina d'Oro                                     | 1996-1997 |
| Seminatore d'Oro                                   | 1998      |
| Panchina d'Oro                                     | 1998-1999 |
| Entrenador del Año en la Serie A                   | 1999      |
| Introducido al Salón de la Fama del fútbol japonés | 2024      |